# Melitta sibirica
Melitta sibirica är en biart som först beskrevs av Morawitz 1888.  Melitta sibirica ingår i släktet blomsterbin, och familjen sommarbin.

## Underarter
Arten delas in i följande underarter:
- M. s. sibirica
- M. s. quinghaiensis